# Marith Volp
Marie-Janne Judith (Marith) Volp (Utrecht, 2 oktober 1972) is een Nederlands voormalig politica. Namens de Partij van de Arbeid (PvdA) was zij van 13 september 2013 tot en met 22 maart 2017 lid van de Tweede Kamer der Staten-Generaal.

## Biografie
Volp studeerde geneeskunde aan de Universiteit van Amsterdam en volgde aansluitend de huisartsenopleiding aan de Vrije Universiteit. In 2005 ging ze werken als huisarts. Ze was voorzitter van de Vereniging van Nederlandse Vrouwelijke Artsen (VNVA).
Volp stond op de 46ste plaats van de PvdA-kandidatenlijst voor de Tweede Kamerverkiezingen van november 2012. Op 3 september 2013 werd ze geïnstalleerd als lid van de Tweede Kamer ter vervanging van Pierre Heijnen. In de Tweede Kamer voert ze de portefeuille langdurige zorg, zedendelicten en verslaving. Ze is lid van de Tweede Kamercommissie Gezondheid, welzijn en sport en van die van de Rijksuitgaven. Sinds dat ze parlementslid is, is ze nog maar één dag per week huisarts.
Als politicus is ze voorstander van het behoud van het medisch beroepsgeheim. Ze komt ook op voor betere bescherming van prostituées die in de mensenhandel terechtkomen en zet zich verder onder meer in voor het terugdringen van misbruik van alcohol. Vergeefs deed ze een poging om te voorkomen dat alcoholproducenten nog langer sportevenementen mogen sponsoren. Op 9 februari 2016 diende ze een actieplan in tegen het in Nederland besnijden van meisjes. In oktober 2016 verzette ze zich tegen een biertegoed actie van bierbrouwerij Heineken. Ze wilde dat de actie werd stopgezet.
Op 8 december 2016 dreigde ze uit de PvdA-fractie te stappen als haar partij het indienen van een aangepaste PVV-motie over de ouderenzorg niet mede zou ondertekenen. De PvdA zou daarmee de enige Tweede Kamer-fractie zijn die de motie niet zou ondersteunen. Uiteindelijk zwichtte PvdA-fractieleider Diederik Samsom voor Volp en werd de motie ook door de PvdA ondertekend. Tot dan hanteerde de fractie het standpunt om onder geen enkele motie van de PVV een handtekening te zetten, omdat PVV-partijleider Geert Wilders in maart 2014 toegezegd had zich hard te maken voor minder Marokkanen in de stad Den Haag. In de motie werd het kabinet opgeroepen om voorwaarden op te stellen die ervoor zorgen dat de kwaliteit van de ouderenzorg gewoon goed is, een direct gevolg van een manifest over de ouderenzorg van sportjournalist Hugo Borst. Dat de motie door alle fracties in de Tweede Kamer ondertekend werd, was een unicum in de Nederlandse parlementaire geschiedenis.
Sinds 1 september 2020 is Volp directeur Volksgezondheid en Zorg bij het Rijksinstituut voor Volksgezondheid en Milieu (RIVM).

## Privé
Volp is gescheiden. Tot september 2015 droeg zij de achternaam Rebel-Volp.
- Parlement.com: vjcd9n0b7aln